# 萊克林登 (密歇根州)
萊克林登（英語：Lake Linden）是位於美國密歇根州霍頓縣斯庫爾克拉夫特鎮區及托奇萊克鎮區的一個村。

## 人口
根據2020年美國人口普查的數據，萊克林登的面積為2.34平方千米，當中陸地面積為2.04平方千米，而水域面積為0.34平方千米。當地共有人口1014人，而人口密度為每平方千米433人。